# Teatr Dramatyczny im. Jerzego Szaniawskiego w Wałbrzychu
Teatr Dramatyczny im. Jerzego Szaniawskiego w Wałbrzychu – instytucja kulturalna Wałbrzycha.

## Historia teatru
Teatr Dramatyczny im. Jerzego Szaniawskiego w Wałbrzychu powstał jako miejski teatr w 1957 roku. Zalążkiem dzisiejszego teatru była założona w 1947 roku sala teatralna im. Aleksandra Fredry, która występowała dla nielicznej jeszcze wówczas ludności polskiej (około 7 tysięcy). Współpracowano również wtedy z już istniejącym teatrem jeleniogórskim. Jednak wałbrzyska scena nie była samodzielna i nie posiadała stałego miejsca występów. Powodów tego było dużo, ale najważniejszym był brak wolnego budynku. Scena wałbrzyska została uroczyście otwarta dopiero w 1956 roku kiedy utworzono tutaj scenę filialną Państwowych Teatrów Dolnośląskich w Jeleniej Górze.
Początki teatru nie były łatwe. Mierny zespół aktorski, zupełnie przypadkowy repertuar nie dawały efektów jeśli chodzi o rozwój teatru. Dążenia i cele także były różne. Jeleniogórzanie dążyli do ekspansji swojego teatru, natomiast wałbrzyszanie dążyli do utworzenia samodzielnej placówki teatralnej. Rezultatem tego były niesnaski i niezadowolenie obu stron. Lata 1957–1960 to okres dyrektorowania Jana Orszy i okres dalszego pogarszania sytuacji wałbrzyskiej placówki. Mimo że repertuar jest dosyć bogaty, wystawiano m.in. „Szelmostwa Skapena” Moliera, „Most” Szaniawskiego, „Niezwykła historia” Goldoniego, czy „Puchacze” Barnasia to nadal jest on przypadkowy i nie ma konkretnie obranego celu. Sezon 1960–1961 to okres gdzie kierowania teatru podjął się Bronisław Orlicz. Wystawił on kilka nowych spektakli, m.in. „Taką miłość” Kohuta, czy „Igraszki trafu i miłości” Pierre’a de Marivaux.
W latach następnych z wałbrzyską sceną było różnie. Raz miała kierownictwo, innym zaś razem służyła tylko jako scena do grania dla gościnnych teatrów. Pogarszający się konflikt, niemożność załatwienia sprawy i powstania teatru miejskiego było dosyć wnikliwie badane i przytaczane przez lokalne tygodniki i dzienniki, m.in. przez „Trybunę Wałbrzyską” czy też wrocławski tygodnik „Odra”. Miejska Rada Narodowa w 1960 roku podjęła uchwałę zobowiązującą miasto Wałbrzych do wszczęcia postępowania dla powołania teatru dramatycznego. 1 października 1964 roku w Wałbrzychu powołano Teatr Dramatyczny. Dyrektorem nowego teatru pozostał B. Orlicz, a placówka działalność artystyczną rozpoczęła 23 listopada 1964 roku premierą „Zemsty” Fredry.
Wałbrzyski teatr w ciągu pierwszego sezonu dał 7 spektakli premierowych i 285 widowisk które obejrzało ponad 100 tysięcy widzów. O działalności wałbrzyskiego teatru pisało wiele czasopism i gazet m.in. „Trybuna Wałbrzyska”, „Słowo Ludu”, „Gazeta Robotnicza”, „Życie Literackie”, czy „Teatr”. Sezon 1967–1968 odbył się już pod nowym kierownictwem Krystyny Tyszarskiej. Zaprezentowano „Hamleta”, „Żeglarza” Szaniawskiego czy „Dwaj” Juliusa Barč-Ivana. Malała dość znacznie liczba widzów która spadła z liczby prawie 140 tysięcy w sezonie 1966/1967 do liczby 81 tysięcy widzów w sezonie 1967/1968. Lata 1969–1971 to okres powolnej stagnacji teatru. W 1971 dyrektorem teatru wałbrzyskiego został aktor Adolf Chronicki. Za jego kadencji dokonano udanej inscenizacji „Pigmaliona”, „Antygony”, „Ślubów Panieńskich”, Szkoda wąsów”, „Zakładników” i wielu innych. Do ważniejszych osiągnięć Chronickiego było zorganizowanie sesji popularnonaukowej dotykającej problemów dramaturgii radzieckiej. Zorganizowana ona została 17 października i 18 października 1973 roku przy wydatnej pomocy Dolnośląskiego Towarzystwa Krzewienia Kultury Teatralnej.
Lata 1975–1977 to okres intensywnej pracy teatru, co zaowocowało licznymi spektaklami nagrodzonymi na ogólnopolskich i światowych festiwalach i konkursach m.in. uzyskano Statuetkę Orfeusza na I Opolskich Konfrontacjach za przedstawienie pt. „Jan Karol Maciej Wścieklica”. W 1977 Aleksander Strokowski utworzył filię teatru w Książu. Po odejściu Strokowskiego (1 stycznia 1977) stanowisko dyrektora objął młody i ambitny reżyser Andrzej Maria Marczewski. Z jego inicjatywy 12 listopada 1979 roku zadebiutował Ogólnopolski Festiwal Sztuk Dziecięcych i Młodzieżowych, który stał się inspiracją dla twórców tematyką młodych pokoleń. Teatr do 1991 roku wystawił 190 premier m 8182 przedstawienia które obejrzało ponad 2 miliony widzów.
Przemiany ustrojowe w 1989 dały plon w postaci spektaklu „Noce dziadów” W. Jesionki. Jednak frekwencja w latach osiemdziesiątych i dziewięćdziesiątych nie przekroczyła progów z lat sześćdziesiątych i siedemdziesiątych. Obecnie widzowie teatru to publiczność młodzieżowa, szkolna i indywidualna, natomiast w latach 70. była to publika organizowana, ponieważ zakłady pracy finansowały pracownikom wyjścia do teatru. Za największy sukces teatru, można uznać, iż w 1992 roku widownia w przewadze była widownią młodzieżową w proporcji 60% do 40%.

## Aktorzy
Angelika Cegielska, Piotr Czarniecki, Mateusz Flis, Dorota Furmaniuk, Karolina Krawiec-Grzelczak, Michał Kosela, Rafał Kosowski, Wojciech Marek Kozak, Mikołaj Krzeszowiec, Joanna Łaganowska, Piotr Mokrzycki, Irena Sierakowska, Dariusz Skowroński, Czesław Skwarek, Kinga Świeściak, Wojciech Świeściak, Piotr Tokarz, Ryszard Węgrzyn, Irena Wójcik.

## Reżyserzy współpracujący
Katarzyna Raduszyńska, Monika Strzępka, Weronika Szczawińska, Michał Borczuch, Łukasz Chotkowski, Bartosz Frąckowiak, Awiszaj Hadari, Krzysztof Garbaczewski, Marcin Liber, Sebastian Majewski, Jakub Porcari, Piotr Ratajczak, Wiktor Rubin, Radosław Rychcik.

## Zdobyte nagrody

### Nagrody ogólne
- „Iwona, Księżniczka Burgunda” Witold Gombrowicz, XXXI Opolskie Konfrontacje Teatralne „Klasyka Polska 2006, I nagroda, nagroda za reżyserię – A.Tyszkiewicz, nagroda za scenografię – Jan Polivka, nagroda za kostiumy – Ilona Binarsch, nagroda za debiut sceniczny w roli Księcia Filipa – Rafał Kosowski, „Perełka” aktorska jako nagroda pozaregulaminowa za najlepszy epizod dla Piotra Kondrata za rolę Walentego
- „Piaskownica” Michał Walczak, Festiwal Kon-teksty, Poznań 2003 – I nagroda· Festiwal „Rzeczywistość Przedstawiona” – Zabrze 2003 – nagroda aktorska – Piotr Tokarz, Festiwal Kontrapunkt 2004 Szczecin Nagroda – Piotr Tokarz, Festiwal Korczak 2004 Warszawa, Świadectwo Wysokiej Jakości i Poziomu Artystycznego, IX Ogólnopolski Konkurs na Wystawienie Polskiej Sztuki Współczesnej, Warszawa 2003, nagroda aktorska dla Piotra Tokarza
- „Rewizor” Mikołaj Gogol, XV Międzynarodowy Festiwal Teatralny „Bez Granic” – Cieszyn, I nagroda „Złamany szlaban”, VII Festiwal Sztuki Reżyserskiej „Interpretacje” 2005 Katowice Wyróżnienie dla reżysera „mieszek”
- „Lot Nad Kukułczym Gniazdem” Ken Kesey, VII Festiwal Sztuki Reżyserskiej „Interpretacje” 2005 Katowice, Nagroda Publiczności.
- „Kufehek” Jan Purzycki, X Ogólnopolski Konkurs na Wystawienie Polskiej Sztuki Współczesnej, Warszawa 2004,
- „Córka Fizdejki” według S.I.Witkiewicza: Dolnośląski Brylant Roku 2004; XXX Opolskie Konfrontacje Teatralne „Klasyka polska 2005” – nagroda dla Jana Klaty za reżyserię; 45. Kaliskie Spotkania Teatralne (2005) – wyróżnienie dla Wiesława Cichego za rolę Fizdejki; XVI Międzynarodowy Festiwal Teatralny „Bez Granic” w Cieszynie – I nagroda „Złamany szlaban” oraz Nagroda Publiczności

### Nagrody dla teatru
- Ankiety miesięcznika „Teatr” – Teatr Dramatyczny im. Jerzego Szaniawskiego w Wałbrzychu dwukrotnie (w 2003 i 2004 roku) wymieniony jako jeden z najlepszych w Polsce.
- „Zasłużony dla miasta Wałbrzycha” – W grudniu 2004 roku Rada Miejska w Wałbrzychu nadaje Teatrowi Dramatycznemu im. Jerzego Szaniawskiego zaszczytny tytuł „Zasłużony dla miasta Wałbrzycha”
- „Dolnośląski Klucz Sukcesu” – W 2006 roku Teatr otrzymał nagrodę w kategorii Najlepsza instytucja kultury
- „Zasłużony dla kultury polskiej” – Sezon 2007/2008 zakończony został wyróżnieniem: wieloletnie starania Teatru Dramatycznego zostały docenione przez Ministra Kultury i Dziedzictwa Narodowego, który 12 maja 2008 przyznał Teatrowi honorową odznakę „Zasłużony dla kultury polskiej”
- „Plebiscyt gospodarczy Muflony” – W 2012 Teatr dwukrotnie zajął trzecie miejsce w kategoriach: „Najlepszy produkt lub usługa” za stworzenie instytucji zdolnej do wytyczania kierunków teatru oraz „Projekt zrealizowany i skutecznie rozliczony z wykorzystaniem środków RPO WD” za modernizację budynków teatralnych

### Nagrody dla ludzi teatru
- „Paszport Polityki” Dwukrotne (w 2003 i 2004 roku) nominacje dla Piotra Kruszczyńskiego oraz Jana Klaty w dziedzinie Teatru, dla Piotra Kruszczyńskiego
- Dolnośląski Brylant Roku 2003, Za osobowość artystyczną dla Piotra Kruszczyńskiego

## Dyrektorzy teatru
Pierwszym dyrektorem został Bronisław Orlicz – trzykrotny kierownik artystyczny wałbrzyskiej filii Państwowych Teatrów Dolnośląskich, wiodący z dyrekcją tejże instytucji permanentny spór o granice autonomii podlegającej mu sceny.
- Bronisław Orlicz (3) – dyrektor i kierownik artystyczny (1 września 1964 – 31 sierpnia 1967)
- Krystyna Tyszarska i Celestyn Skołuda dyrektor oraz kierownik artystyczny (1 września 1967 – 31 sierpnia 1970)
- Adolf Chronicki dyrektor i kierownik artystyczny (1 września 1970 – 31 grudnia 1974)
- Aleksander Strokowski dyrektor i kierownik artystyczny (1 stycznia 1975 – 31 grudnia 1976)
- Andrzej Maria Marczewski p.o. dyrektor i kierownik artystyczny (10 lutego 1977 – 10 marca 1977), – dyrektor i kierownik artystyczny (10 marca 1977 – 31 sierpnia 1981)
- Maciej Dzienisiewicz dyrektor i kierownik artystyczny (1 września 1981 – 31 sierpnia 1982)
- Waldemar Stasicki dyrektor i kierownik artystyczny (1 września 1982 – 31 stycznia 1989), – dyrektor naczelny (10 maja 1988)
- Wowo Bielicki (1 lutego 1989 – 31 sierpnia 2000) – dyrektor i kierownik artystyczny (od 10 maja 1988) dyrektor naczelny i artystyczny (11 maja 1988 – 31 sierpnia 2000)
- Danuta Kubica (1 września 2000 – 30 czerwca 2001) – p.o. dyrektora (1 lipca 2001 – 31 sierpnia 2002) – dyrektor i Krzysztof Kopka – kierownik artystyczny
- Danuta Marosz (2002–2024) – dyrektor; kierownictwo artystyczne: Piotr Kruszczyński (2002–2008), Sebastian Majewski (2008–2013, 2018–2024), Piotr Ratajczak (2013–2015), Maciej Podstawny (2015–2018)[2];
- Sebastian Majewski (od 2024) – dyrektor[3].